# Werner Bernhardy (Autor)
Werner Bernhardy junior, eigentlich Werner Tummeley (* 27. Juni 1918; † 29. Oktober 2002 in Kleinmachnow) war ein deutscher Autor. Sein Vater war der Schauspieler Werner Bernhardy senior (1884–1953).

## Leben
Werner Bernhardy strebte eine künstlerische Laufbahn als Maler an. Da er jedoch wegen der Gewerkschaftstätigkeit seines Vaters in den 1930er Jahren an der Kunstakademie unerwünscht war, arbeitete er zunächst als Kostümbildner und Trickfilmzeichner.
Als Soldat diente er im Zweiten Weltkrieg, bevor er 1946 eine Tätigkeit als Buchillustrator begann. 1948 verfasste er das Kinderbuch „Die Tauwetterreise“, für das er auch die Illustrationen beisteuerte. Weiterhin entstanden mehrere Theaterstücke für Kinder, unter anderem für das Berliner Märchentheater am Schiffbauerdamm, sowie einige Hörspiele. 1951 entstand eine erste Funkposse in Berliner Mundart. Ebenfalls 1951 schrieb er das Bühnenstück Ein Polterabend, das Adolf Glasbrenner gewidmet war und später als Hörspiel gesendet wurde.
1957 gründete er das politische Fernsehkabarett, dem er auch später als Autor verpflichtet blieb. Bernhardy schrieb auch für das Berliner Kabarett Die Distel.
Ab Anfang der 1950er Jahre gehörte er zum festen Autorenstamm der DEFA. Es entstanden zahlreiche Drehbücher für Fernsehserien und Filme wie Dolles Familienalbum (1969), Viechereien (1977), Oh, diese Tante (1978) oder Alma schafft alle (1980). In den 1980er Jahren schreibt er ernstere Stücke wie Die Wäscherin von Portillon, Mönch ärgere dich nicht und Madame Husson und ihr Tugendjüngling.
Bernhardy war bis zu ihrem Tod durch einen Zugunfall am 24. Juni 1965 mit der Schauspielerin Ellinor Vogel verheiratet. Später heiratete er die Schauspielerin Anne Wollner.

## Filmografie
- 1955: Ein Polterabend
- 1956: Ferien, Schi und Schneegestöber (Fernsehfilm)
- 1958–1959: Haare hoch! (Fernsehserie)
- 1959: Das schwarze Schaf (Fernsehfilm)
- 1960: Die schöne Lurette
- 1962: Wenn du denkst, der Mond geht unter (Fernsehfilm)
- 1963: Interview mit Pinselheinrich (Fernsehfilm)
- 1963: Wenn du denkst, du hast'n (Fernsehfilm)
- 1964: Hör mir auf mit Fernsehn! (Fernsehfilm)
- 1965: Die kriminelle Hochzeitsnacht (Fernsehfilm)
- 1965: Eisenjustavs dollste Fuhre (Fernsehfilm)
- 1966: Oma und die bösen Buben (Fernsehfilm)
- 1967: Hallo, du altes Spreeathen! (Fernsehfilm)
- 1969: Dolles Familienalbum (Fernsehserie)
- 1974: Hallo Taxi (Fernsehfilm)
- 1976: Jede Woche Hochzeitstag (Fernsehfilm)
- 1977: Viechereien (Fernsehfilm)
- 1978: Oh, diese Tante (Fernsehfilm)
- 1979: Pinselheinrich (Fernsehfilm)
- 1980: Alma schafft alle (Fernsehfilm)
- 1983: Es geht einer vor die Hunde (Fernsehfilm)
- 1985: Die Wäscherin von Portillon (Fernsehfilm)
- 1986: Mönch ärgere dich nicht (Fernsehfilm)
- 1987: Madame Husson und ihr Tugendjüngling (Fernsehfilm)
- 1988: Danke für die Blumen

## Kinderbücher
- 1936/37: Prinz Fips aus Hintertütelbüx – Eine lustige Geschichte (unveröffentlichtes Manuskript)
- 1937/38: Die Zauberinsel – Fips II. Teil (unveröffentlichtes Manuskript)
- 1947: Der Schweinehirt
- 1948: Die Tauwetterreise